# Harouna Abou Demba
Harouna Abou Demba Sy (ur. 31 grudnia 1991 w Mont-Saint-Aignan) – mauretański piłkarz grający na pozycji prawego obrońcy. Od 2021 jest piłkarzem bez klubu.

## Kariera klubowa
Swoją karierę piłkarską Abou Demba rozpoczął w klubie CS Sedan. W latach 2009–2011 grał w rezerwach tego klubu. Z kolei w sezonie 2011/2012 grał w rezerwach Stade de Reims. W 2012 przeszedł do US Boulogne. 7 grudnia 2012 zadebiutował w nim w Championnat National w zremisowanym 2:2 domowym meczu z SAS Épinal. Zawodnikiem Boulogne był do końca sezonu 2014/2015.
W sezonie 2015/2016 Abou Demba występował w rezerwach Amiens SC, a w 2016 przeszedł do grającego w Championnat National, GS Consolat. Swój debiut w nim zaliczył 5 sierpnia 2016 w przegranym 2:3 wyjazdowym spotkaniu z CA Bastia. Grał w nim przez rok.
Latem 2017 Abou Demba został zawodnikiem Grenoble Foot 38. Zadebiutował w nim 11 sierpnia 2017 w zremisowanym 1:1 domowym meczu z Rodez AF. W sezonie 2017/2018 awansował z nim z Championnat National do Ligue 2. W 2021 roku odszedł z klubu.
| Sezon   | Klub               | Kraj    | Rozgrywki               | Mecze | Gole |
| ------- | ------------------ | ------- | ----------------------- | ----- | ---- |
| 2009/10 | CS Sedan B         | Francja | CFA 2                   | 1     | 0    |
| 2010/11 | CS Sedan B         | Francja | CFA 2                   | 8     | 1    |
| 2011/12 | Stade de Reims B   | Francja | CFA 2                   | 14    | 0    |
| 2012/13 | US Boulogne        | Francja | Championnat National    | 8     | 0    |
| 2012/13 | US Boulogne B      | Francja | CFA 2                   | 15    | 0    |
| 2013/14 | US Boulogne        | Francja | Championnat National    | 6     | 1    |
| 2014/15 | US Boulogne        | Francja | Championnat National    | 8     | 0    |
| 2015/16 | Amiens SC B        | Francja | CFA 2                   | 9     | 0    |
| 2016/17 | GS Consolat        | Francja | Championnat National    | 26    | 0    |
| 2017/18 | Grenoble Foot 38   | Francja | Championnat National    | 24    | 1    |
| 2018/19 | Grenoble Foot 38   | Francja | Ligue 2                 | 23    | 0    |
| 2019/20 | Grenoble Foot 38 B | Francja | R1 Auvergne-Rhône-Alpes | ?     | ?    |
| 2020/21 | Grenoble Foot 38   | Francja | Ligue 2                 | 4     | 0    |
| 2020/21 | Grenoble Foot 38 B | Francja | R1 Auvergne-Rhône-Alpes | ?     | ?    |

## Kariera reprezentacyjna
W reprezentacji Mauretanii Abou Demba zadebiutował 6 października 2016 w przegranym 0:4 towarzyskim meczu z Kanadą, rozegranym w Marrakeszu. W 2019 roku był w kadrze na Puchar Narodów Afryki 2019. Zagrał na tym turnieju w jednym meczu grupowym, z Mali (1:4).
W 2022 roku Abou Demba został powołany do kadry na Puchar Narodów Afryki 2021. Na tym turnieju rozegrał dwa mecze grupowe: z Gambią (0:1) i z Tunezją (0:4).